# GBU-15
La GBU-15 est une bombe planante américaine développée par Rockwell International dans les années 1970. Utilisée par l'armée de l'air américaine depuis 1975, elle fait partie des munitions guidées de précision (PGM). Basée sur la bombe Mark 84 ou la BLU-109, la GBU-15 est guidée soit par télévision, soit par infrarouge, permettant une utilisation jour/nuit et dans des conditions météorologiques difficiles. Elle est modulable et peut être lancée depuis divers avions, tels que le F-15E Strike Eagle et le B-52 Stratofortress.
La GBU-15 a été conçue pour des missions d'attaque directe ou indirecte. Lors d'une attaque directe, l'arme est verrouillée sur la cible avant le lancement, tandis que dans une attaque indirecte, elle peut être guidée à distance après le largage via une liaison de données. Ce système a été utilisé avec succès pendant des conflits tels que la guerre du Golfe, notamment lors de l'opération Desert Storm pour cibler des infrastructures pétrolières.
La bombe a été testée dès 1975 et a évolué pour inclure des capacités infrarouges. Son développement a mené à la création de l'AGM-130 (en), une version améliorée de la GBU-15, partageant plusieurs de ses systèmes.

## Caractéristiques techniques
Type : Munition guidée de précision (PGM)
Service : 1975 – présent
Utilisateurs : US Air Force (USAF)
Concepteur : Rockwell International
Poids total : 1111 kg
Longueur : 3,90 m
Diamètre : 475 mm
Poids de l'ogive : 907 kg (2000 lb)
Portée : 9 à 28 km (5 à 15 milles marins)
Envergure : 1,5 m
Guidage : Guidage manuel par liaison de données radio avec guidage TV ou infrarouge via imagerie thermique
Plateformes de lancement : F-4 Phantom II, B-52 Stratofortress, F-111 Aardvark, F-15E Strike Eagle, F-16 Fighting Falcon